# Майлз, Диксон
Диксон Стенсбери Майлз (Dixon Stansbury Miles) (4 мая 1804 — 16 сентября 1862) — американский кадровый военный, участник мексиканской войны и индейских войн. Дивизионный командир армии Союза в годы Гражданской войны, был смертельно ранен во время обороны Харперс-Ферри.

## Ранние годы
Майлз родился в Мэриленде. В 1819 году он поступил в военную академию Вест-Пойнт и окончил её в 1824 году, 27-м по успеваемости. Его определили временным вторым лейтенантом в 4-й пехотный полк, но в тот же день перевели в 7-й пехотный в постоянном звании второго лейтенанта. В 7-м пехотном он прослужил до 1847 года. Он служил в различных фортах, а в мае 1830 года стал адъютантом полка. 30 апреля 1833 года Майлзу присвоили звание первого лейтенанта.
С 1836 по 1839 он находился на рекрутской службе; 8 июня 1836 года получил звание капитана. С 1839 по 1845 служил квартирмейстером полка и участвовал в войне с семинолами в 1839—1842 годах. В 1843—1845 служил в гавани Пенсаколы, в 1845—1846 участвовал в оккупации Техаса. Когда началась война с Мексикой Майлз участвовал в обороне форта Браун в Техасе (3—9 мая 1846), за что получил звание майора. В сентябре 1846 года участвовал в сражении при Монтеррей (за которое получил звание подполковника), затем был переведён в армию Скотта и участвовал в осаде Веракруса. После падения Веракруса Майлз стал военным губернатором города.
После войны Майлз служил в лагере Ист-Пескагула, в форте Гибсон в Айдахо (1848), в форте Вашита (1849—1851), в форте Филмор (1851—1853) и 15 апреля 1851 года получил звание подполковника 3-го пехотного полка. До 1859 года служил в различных фортах в Нью-Мексико, и в частности участвовал в походе Бонневиля 1857 года. Во время этого похода на апачей Бонневиль разделил отряд на две колонны, одну поручив Уильяму Лорингу, а вторую — Майлзу. Половину колонны Майлз возглавил сам, половину поручил Ричарду Юэллу. В ходе рейда отряд Юэлла атаковал апачей на реке Гила, убив около двадцати бойцов ценой потери десяти человек ранеными. Поражение вынудило апачей искать мира, но переговоры сорвались. Бонневиль свернул кампанию.
19 января 1859 года Майлз получил звание полковника 2-го пехотного полка. В этом звании служил в форте Карни в Небраске и в форте Ливенворт.
Майлз был женат на Саре Энн, и с 1840 года у них родилось трое детей.

## Гражданская война
Когда началась Гражданская война, Майлза вызвали в Вашингтон и поручили ему пенсильванскую бригаду в дивизии Джорджа Кадвалладера (в составе пенсильванского департамента Паттерсона). Майлз командовал этой бригадой до 17 июня 1861 года. После этого Майлза перевели в армию Макдауэлла, где он возглавил дивизию из двух бригад (Луиса Бленкера и Томаса Дэвиса). Его дивизия участвовала в наступлении Макдауэлла на Манассас, но во время первого сражения при Булл-Ран её держали в резерве в Сентервилле.